# شهرستان آلتایسکی (خاکاسیا)
شهرستان آلتایسکی (به لاتین: Altaysky District) یک شهرستان در روسیه است که در خاکاسیا واقع شده‌است.